# Nachrichtendienst des Kosovo
Der Nachrichtendienst des Kosovo (alb.: Agjencia Kosovare e Inteligjencës; engl.: Kosovo Intelligence Agency (KIA)) wurde am 4. Februar 2009 durch die kosovarische Regierung gegründet und hat seinen Hauptsitz in Pristina, Kosovo.

## Organisation
Die Gründung des Nachrichtendienstes des Kosovo wurde seit 2008 hinausgezögert, weil die Koalitionspartner der kosovarischen Regierung sich nicht einigen konnten, wer Direktor des KIA wird. Am 4. Februar 2009 präsentierten der kosovarische Präsident Fatmir Sejdiu und der Premier Hashim Thaçi den neuen und ersten Direktor des kosovarischen Nachrichtendienstes Bashkim Smakaj.
Weiterhin gibt es noch den Vizedirektor und den Generalinspektor.

## Auftrag
Der Nachrichtendienst des Kosovo ist ein ziviler Nachrichtendienst. Seine erklärten Aufgaben sind u. a.: Beschaffung von Informationen, Spionageabwehr, Bekämpfung des Terrorismus sowie Bekämpfung von Drogenhandel und organisierter Kriminalität.

## Leitung
Bashkim Smakaj war der erste Leiter des kosovarischen Nachrichtendienstes. Der Leiter wird für fünf Jahre ins Amt gewählt mit der Möglichkeit auf Wiederwahl, jedoch maximal einer Wiederwahl. Smakaj trat nach Skandalen im Nachrichtendienst am 16. Januar 2015 zurück. Es folgte Agron Selima auf diesem Posten. Allerdings trat auch Selima im Jahr 2017 überraschend und ohne Angaben von Gründen zurück. Sein Nachfolger wurde Driton Gashi. Gashi wiederum musste zusammen mit dem Innenminister Flamur Sefaj im April 2018 auch zurücktreten, nachdem sechs Türken in einem Eilverfahren des Landes verwiesen worden sind, ohne den Ministerpräsidenten zu informieren. Nachfolger wurde am 20. April 2018 Shpend Maxhuni.